# 清水正男
清水 正男（しみず まさお、1914年（大正3年）5月1日 - 2014年（平成26年）8月29日）は、日本の教育学者、信州大学名誉教授、松商学園短期大学第6代学長。専門は、教育学、特に学校図書館の研究や、教育工学的な視聴覚教育の研究などであった。

## 経歴
長野県諏訪郡原村出身。長野県諏訪中学校、長野師範学校から、東京高等師範学校に進み、1944年に東京文理科大学教育学科を卒業した。同年、下諏訪小学校訓導、東京高等師範学校教諭、1946年に北海道第一師範学校助教授を務めた後、東京学芸大学講師を経て、1951年に信州大学教育学部助教授となり、1968年に教授に昇任した。1970年に文部省在外研究員としてコロンビア大学、オハイオ州立大学に留学。
信州大学では、1974年から1979年まで教育学部付属教育工学センター長などを務めた。この前後の時期には、学校図書館に関する研究論文のほか、まだ導入の初期段階にあった教育現場における視聴覚 (AV) 機器についての研究にも取り組んだ。1977年には、「わが国における学校図書館発展の研究」によって東京教育大学から教育学博士を取得した。
清水は、1971年に松商学園短期大学が司書教諭講習を開始したときから、非常勤講師としてこれに参画していたが、1980年に松商学園短期大学学長に転じた。学長となった清水は、収容定員増の認可を得るなど、経営の安定に貢献した。
1983年に松商学園短期大学の学長を退任した後は、上田女子短期大学教授となり、図書館長などを務めた。1988年勲三等旭日中綬章受勲。

## 著書
- 小林国雄と共著「母のための教育事典」信学社、1959年
- 「わが国における学校図書館発展の研究」ほおずき書籍、1986年